# مدرسة طب نورتش
مدرسة طب نورتش هي كلية طب في جامعة إيست أنجليا في نورتش. كانت تسمى سابقا مدرسة طب جامعة شرق أنغليا (بالإنجليزية: University of East Anglia Medical School)‏. تمنح المدرسة شهادة بكالوريوس الطب والجراحة بعد 5 سنوات من الدراسة.

## دورات
تقدم كلية نورويتش الطبية دورتين دراسيتين جامعتين: بكالوريوس طب وجراحة لمدة خمس سنوات و 6 سنوات من بكالوريوس الطب والجراحة بسنة التأسيس. يجب على الطلاب إكمال السنة التمهيدية إلى مستوى مرضٍ قبل التقدم إلى بقية الدورة؛ ينضمون إلى برنامج الخمس سنوات بعد التأسيس.

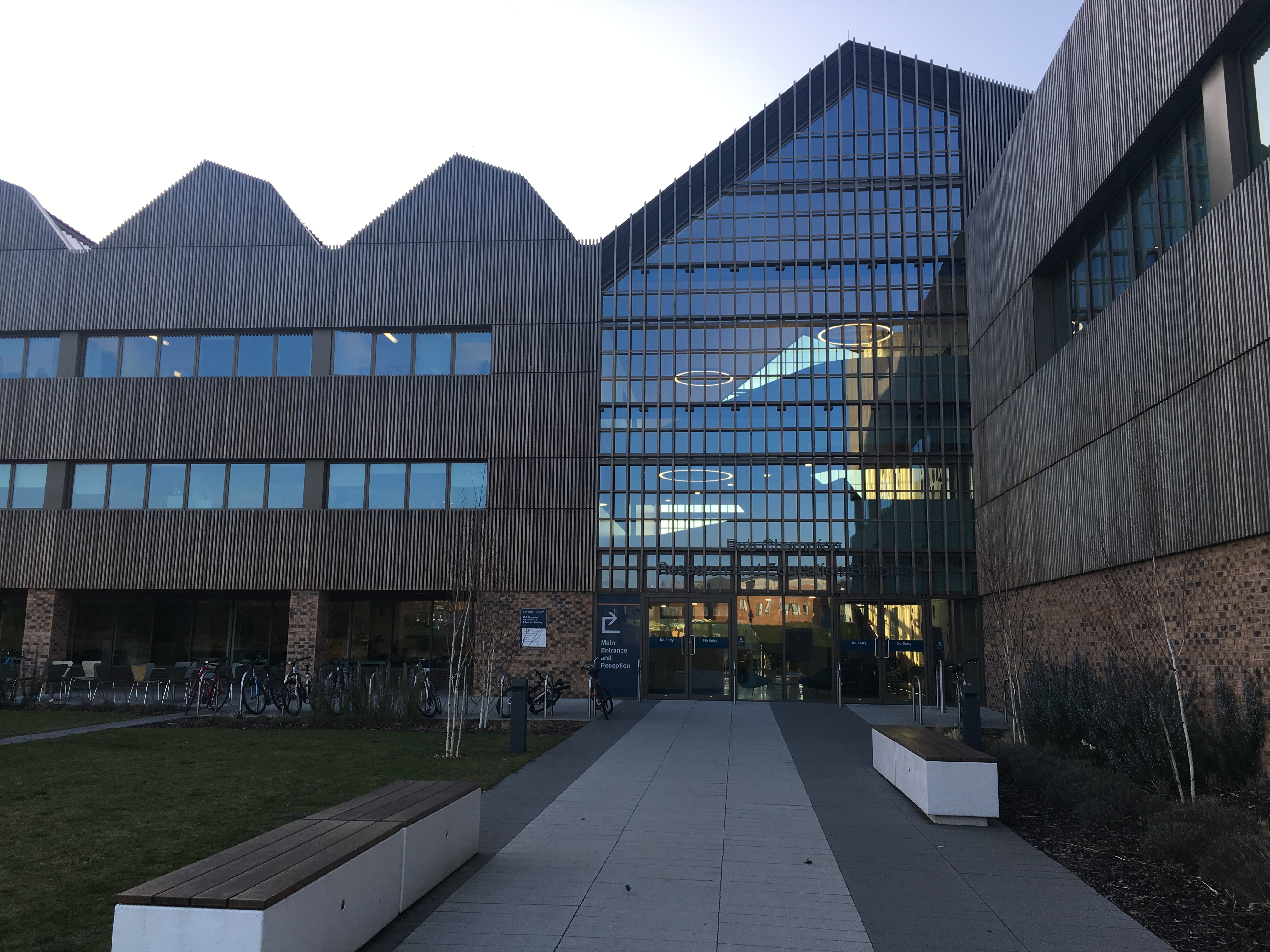
The Bob Champion Building, one of the main sites of Norwich Medical School